# Гудис
Гудис (осет. Гудис, груз. გუდისი — Гудиси) — село в Закавказье, расположено в Цхинвальском районе Южной Осетии, фактически контролирующей село (в 1990-е — 2012 годы — в Дзауском районе); согласно юрисдикции Грузии — в Горийском муниципалитете.

## География
Находится на реке Гудисдон (левом притоке Большой Лиахвы) в Гудисском ущелье.

## Население
Село населено этническими осетинами (100 %, 10 человек, перепись 1989 года или 20 человек, оценка 1987 года).